# Edwin Thorne
Edwin Thorne fue un deportista estadounidense que compitió en vela en la clase Star. Ganó dos medallas en el Campeonato Mundial de Star, oro en 1932 y plata en 1933.

## Palmarés internacional
| Campeonato Mundial | Campeonato Mundial           | Campeonato Mundial | Campeonato Mundial |
| Año                | Lugar                        | Medalla            | Clase              |
| ------------------ | ---------------------------- | ------------------ | ------------------ |
| 1932               | Long Island (Estados Unidos) | Medalla de oro     | Star               |
| 1933               | Long Beach (Estados Unidos)  | Medalla de plata   | Star               |